# Douglas Kertland
Douglas Edwin Kertland (Toronto, Ontario, 23 de novembre de 1887 – 4 de març de 1982) va ser un remer canadenc que va competir a començaments del segle xx. Posteriorment fou un arquitecte que dissenyà nombrosos edificis al Canadà i que fou president del Royal Architectural Institute of Canada (RAIC).
El 1908 va prendre part en els Jocs Olímpics de Londres, on guanyà la medalla de bronze en la competició del vuit amb timoner del programa de rem.
Durant la Primera Guerra Mundial va lluitar al Batalló 126. Posteriorment va estudiar arquitectura a Anglaterra abans de tornar a Toronto, on treballà a les ordres de John M. Lyle. El 1926 es va establir pel seu compte, amb un estudi a Toronto. Fou l'encarregat de dissenyar nombrosos habitatges al barri de Rosedale, hospitals, bancs, així com edificis d'oficines. Entre 1956 i 1958 fou el president del RAIC.